# 海峡雨情
「海峡雨情」（かいきょううじょう）は、2009年2月4日に発売された花咲ゆき美の3枚目のシングル。

## 収録曲
- 両楽曲共に、作詞：池田充男、作曲：新井利昌、編曲：丸山雅仁

1. 海峡雨情（4分39秒）
2. 追分みれん（4分32秒）
3. 海峡雨情（オリジナル・カラオケ）
4. 追分みれん（オリジナル・カラオケ）
5. 海峡雨情（一般用カラオケ）